# Maple Park
Maple Park is een plaats (village) in de Amerikaanse staat Illinois, en valt bestuurlijk gezien onder DeKalb County en Kane County.

## Demografie
Bij de volkstelling in 2000 werd het aantal inwoners vastgesteld op 765. In 2006 is het aantal inwoners door het United States Census Bureau geschat op 1219, een stijging van 454 (59,3%).

## Geografie
Volgens het United States Census Bureau beslaat de plaats een oppervlakte van 1,5 km², geheel bestaande uit land. Maple Park ligt op ongeveer 256 m boven zeeniveau.

## Plaatsen in de nabije omgeving
De onderstaande figuur toont nabijgelegen plaatsen in een straal van 12 km rond Maple Park.